# Kopneni promet
Kopneni promet je star koliko i čovječanstvo. U nekim primitivnim oblicima zadržan je još i danas. Tako je nosački promet još i danas najvažniji u besputnim krajevima ekvatorijalnih prašuma i planinskim predjelima Himalaja i Anda. Taj oblik prometa razvitkom tehnike je u izrazitom opadanju.

## Podjela
Osnovna podjela prometa na kopnu je na cestovni i željeznički promet.